# Церха, Фридрих
Фридрих Церха (нем. Friedrich Cerha; 17 февраля 1926[…], Вена или Австрия — 14 февраля 2023, Вена) — австрийский композитор и дирижёр.

## Жизнь и творчество
Во время Второй мировой войны, будучи подростком, помогал движению Сопротивления. Был призван в вермахт, но дезертировал и скрывался.
Получил музыкальное образование в Венской музыкальной академии у Альфреда Уля (композиция), Ваши Пржигоды и Готфрида Файста (скрипка). Учился также в Венском университете (теория музыки, германистика, философия). В 1956—1958 посещал Международные летние курсы новой музыки в Дармштадте. В 1958 году совместно с Куртом Швертзиком он создал Ensemble die reihe, при помощи которого занимался популяризацией современной музыки в Австрии. Кроме собственно композиторской деятельности, занимался также искусной интерпретацией произведений А. Берга, А. Шёнберга и А. Веберна; вершиной этой его деятельности стала постановка оперы А. Берга Лулу, для которой Церха закончил инструментовку 3-го акта (премьера состоялась в Париже в 1979 году).
С 1959 года преподавал в венском Университете музыки и исполнительского искусства (в 1976—1988 — профессор композиции и интерпретации современной музыки). Продолжая композиторскую деятельность вплоть до глубокой старости, Ф. Церха выступал в первую очередь как создатель оркестровых и оперных произведений. Здесь следует отметить его позднюю оперу, «Великан из Штейнфельда», написанную по заказу Венской государственной оперы, поставленную в июне 2002 году и очень тепло встреченную зрителем. В январе 2006 года успешно прошла премьера Импульса (Impulse) для большого оркестра (заказ Венской филармонии к её 150-летию).
Ф. Церха признан крупнейшим современным австрийским композитором, что было подтверждено вручением ему «Золотого льва» на музыкальном биеннале в Венеции в 2006 году.
Умер 14 февраля 2023 года.

## Награды
- 1964 премия Теодора Кёрнера
- 1986 Большая Австрийская государственная премия по музыке
- 2005 Австрийский почётный знак За науку и искусство
- 2006 «Золотой лев» музыкального биеннале в Венеции
- 2007 Почётный член венского Общества друзей музыки
- 2008 Золотой знак за заслуги земли Вена
- 2010 Музыкальная премия Зальцбурга
- 2012 Премия Эрнста фон Сименса

## Сочинения

### Музыка

#### Оперы
- Ваал/ Baal, 1974/81 — текст: Б. Брехта
- Крысолов/ Der Rattenfänger, 1987 — текст: К. Цукмайера
- Завершение неоконченной оперы Лулу А. Берга, 1962-78
- Великан из Штейнфельда/ Der Riese vom Steinfeld, 2002 — текст: П. Туррини, 2002

#### Другие сочинения
- Hommage à Igor Stravinski, 1954
- Relazioni fragili für Cembalo und Kammerensemble, 1956—1957
- Espressioni fondamentali für Orchester, 1957
- Intersecazioni für Violine und Orchester, 1959—1973
- Spiegel I—VII, 1960-72
- Catalogue des objets trouvés für Kammerensemble, 1969
- Langegger Nachtmusik I—III für Orchester, 1969—1991
- Netzwerk, 1981
- Doppelkonzert für Flöte, Fagott und Orchester, 1982
- Requiem für Hollensteiner, 1982/83
- Baal-Gesänge für Bariton und Orchester, 1983
- Requiem für Hollensteiner, текст Томаса Бернхарда, 1983
- Keintaten, 1983 ff.
- Triptychon für Tenor und Orchester, 1983—1997
- Momentum für Karl Prantl, 1988
- 8 Sätze nach Hölderlin-Fragmenten для струнного секстета, 1995
- Jahrlang ins Ungewisse hinab для камерного ансамбля и голоса, 1995—1996
- Lichtenberg-Splitter für Bariton und Ensemble, 1997
- Im Namen der Liebe für Bariton und Orchester, на стихи П. Туррини, 1999
- Fünf Stücke für Klarinette in A, Violoncello und Klavier, 1999—2000
- Konzert für Sopransaxophon und Orchester, 2003—2004
- Konzert für Violine und Orchester, 2004
- Trio für Violine, Violoncello und Klavier, 2005
- Berceuse céleste für Orchester, 2006
- Wiener Kaleidoskop für Orchester, 2006
- Auf der Suche nach meinem Gesicht für Sopran, Bariton und Ensemble, 2006—2007
- Malinconia für Bariton und Posaune, 2007
- Konzert für Schlagzeug und Orchester, 2007—2008
- Quintett für Oboe und Streichquartett, 2007[2]
- Like a Tragicomedy für Orchester, 2008—2009
- Bruchstück, geträumt für Ensemble, 2009
- Acht Bagatellen für Klarinette und Klavier, 2009
- Paraphrase über den Anfang der 9. Symphonie von Beethoven, 2010
- Für Marino (gestörte Meditation) для фортепиано, 2010
- Zwei Szenen ('Wohlstandskonversation' und 'Hinrichtung') für sieben Vokalisten, 2011